# RaeLynn
RaeLynn (псевдоним; настоящее имя англ. Racheal Lynn Woodward) — американская кантри-певица и автор-исполнитель. В 2012 году финишировала в четвертьфинале во втором сезоне американского музыкального телешоу The Voice.

## Биография
См. также «RaeLynn Career» в английском разделе.
Родилась 4 мая 1994 года в Техасе (США).
27 февраля 2017 года вышла замуж за Джошуа Дэвиса. 8 сентября 2021 года у пары родилась дочь Дэйзи Рэй Дэвис.

## Дискография
См. также «RaeLynn discography» в английском разделе.
| Название  | Детали                                                                                  | Высшая позиция | Высшая позиция | Высшая позиция | Продажи       |
| Название  | Детали                                                                                  | US Country     | US             | CAN            | Продажи       |
| --------- | --------------------------------------------------------------------------------------- | -------------- | -------------- | -------------- | ------------- |
| WildHorse | - Выпуск: 24 марта 2017 - Лейбл: Warner Music Nashville - Форматы: CD, digital download | 1              | 20             | 36             | - США: 31,800 |

## Награды и номинации
| Год  | Ассоциация                | Категория                       | Работа           | Результат | Ref    |
| ---- | ------------------------- | ------------------------------- | ---------------- | --------- | ------ |
| 2015 | CMT Music Awards          | Breakthrough Video of the Year  | «God Made Girls» | Номинация | [ 12 ] |
| 2015 | CMT Music Awards          | Female Video of the Year        | «God Made Girls» | Номинация | [ 12 ] |
| 2016 | Academy of Country Music  | New Female Vocalist of the Year | RaeLynn          | Номинация | [ 13 ] |
| 2016 | Radio Disney Music Awards | Country Favorite Song           | «God Made Girls» | Номинация | [ 14 ] |
| 2017 | Radio Disney Music Awards | Country Best New Artist         | RaeLynn          | Номинация | [ 15 ] |
| 2017 | CMT Music Awards          | Breakthrough Video of the Year  | «Love Triangle»  | Номинация | [ 16 ] |